# Robert Boyle

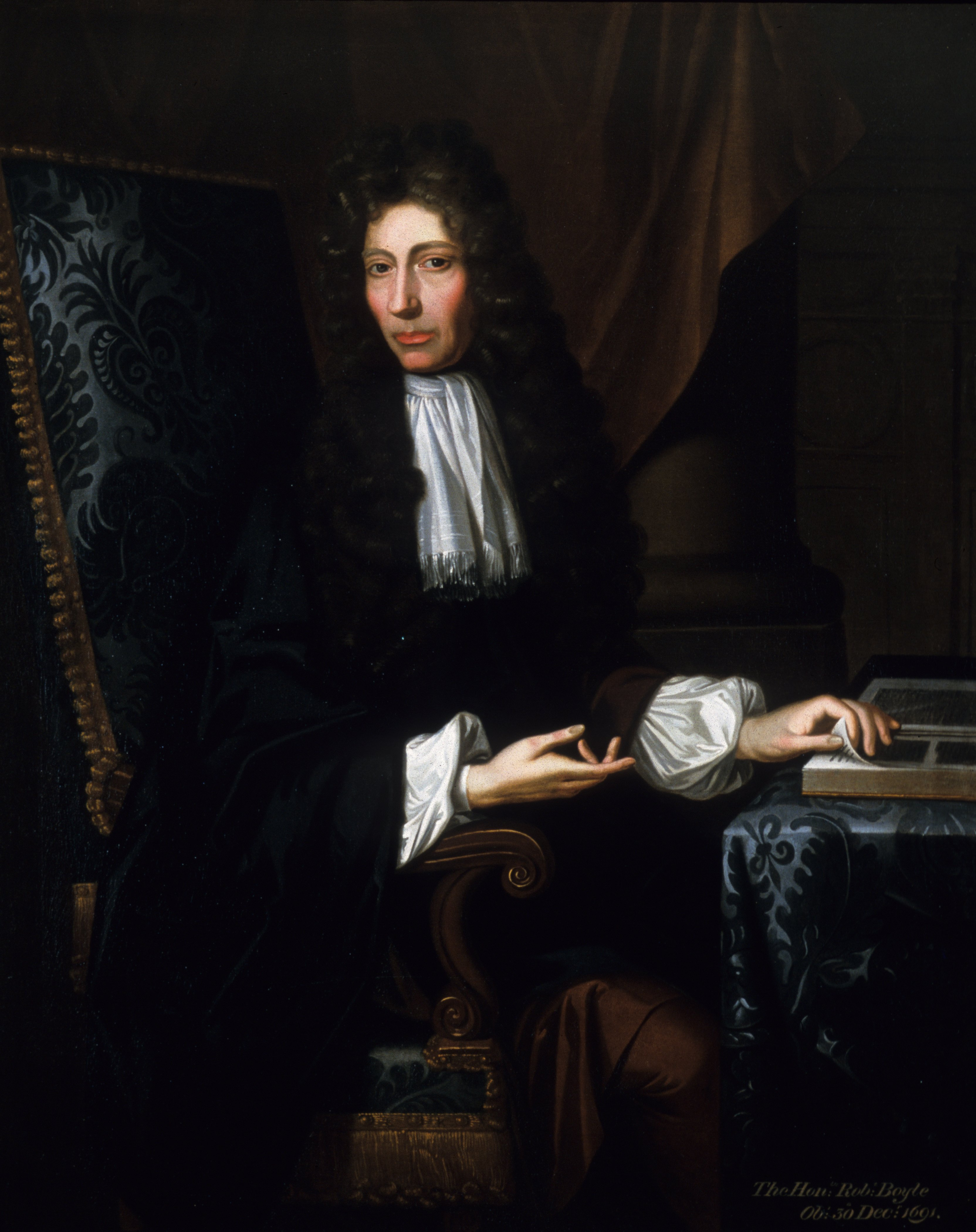
Robert Boyle

Robert Boyle (Lismore Castle (Ierland), 25 januari 1627 – Londen, 30 december 1691) was een Anglo-Iers filosoof en scheikundige/alchemist. Hij liet het werk van de mystieke Antoinette Bourignon naar het Engels vertalen. Een van zijn werken, The Sceptical Chymist uit 1661, wordt gezien als het werk dat de scheikunde vestigde als aparte tak van de natuurwetenschappen, los van  de alchemie en de biologie.
Boyle ontdekte 16 jaar eerder dan Edme Mariotte de wet van Boyle: Het product druk en volume van een bepaalde massa van een bepaald gas is constant als de temperatuur constant is.
Boyle was het 14e kind van een welgestelde Anglo-Ierse familie. Hij vond dat elke natuurwetenschappelijke theorie gebaseerd moet zijn op experimenten. Hij bestreed daarom de vier-elementenleer van Empedocles en Aristoteles (die beweerden dat alle materie zou zijn opgebouwd uit de elementen water, lucht, vuur en aarde) en voerde zelf een nieuwe elementenleer in. Hij herdefinieerde de term scheikundig element als een partikel dat niet verder kan gedeeld worden. 
Volgens Boyle kwamen de verschillende stoffen voort uit het aantal, de beweging en de positie van de primaire deeltjes (de corpuscules). Tussen 1656 en 1668 verbleef Boyle aan de Universiteit van Oxford, waar hij met de assistentie van Robert Hooke een luchtpomp bouwde, waarmee hij vervolgens allerlei experimenten uitvoerde in verband met de fysische karakteristieken van lucht. Hij toonde ook het belang aan van lucht in de verbranding, de ademhaling en in de voortplanting van het geluid. 
In 1664 publiceerde hij Experiments and considerations touching colours. Hierin stelde Boyle o.a. dat licht uit materie bestaat en dat warmte gewogen kan worden. Hij beschreef ook zeer gedetailleerd allerlei chemische kleurexperimenten, waaronder een experiment dat de vorming van een neerslag van zilverchloride beschrijft en het fenomeen van het donker worden van deze neerslag; een belangrijk experiment in de geschiedenis van de fotografie. Boyle schreef de verkleuring echter nog toe aan de inwerking van de lucht en van vochtigheid en niet aan het licht.

## Online versies van Boyles publicaties
- The Sceptical Chymist, Internet Archive
- The Sceptical Chymist University of Pennsylvania Library
- Essay on the Virtue of Gems Gem and Diamond Foundation
- Experiments Touching Colours Gem and Diamond Foundation
- Boyle Papers University of London

- Bibsys: 1058181
- Biblioteca Nacional de Chile: 000091472
- Biblioteca Nacional de España: XX864512
- Bibliothèque nationale de France: cb119889796 (data)
- Catàleg d'autoritats de noms i títols de Catalunya: 981058511705606706
- CiNii: DA00204496
- Digitale Bibliotheek voor de Nederlandse Letteren: boyl001
- Gemeinsame Normdatei: 118659642
- International Standard Name Identifier: 0000 0001 0900 2537
- Library of Congress Control Number: n79006775
- Nationale Bibliotheek van Letland: 000278077
- Mathematics Genealogy Project: 234534
- Bibliotheek van het Japanse parlement: 00434101
- Nationale Bibliotheek van Tsjechië: jn20000703031
- Nationale bibliotheek van Australië: 35021059
- Nationale Bibliotheek van Israël: 987007258797805171
- Nationale Bibliotheek van Polen: a0000002761959
- Nederlandse Thesaurus van Auteursnamen: 070341877
- Réseau des bibliothèques de Suisse occidentale: 02-A003035300
- Istituto Centrale per il Catalogo Unico: CFIV059459
- LIBRIS: 178875
- SNAC: w6x92k03
- Système universitaire de documentation: 027959244
- Trove: 795258
- Virtual International Authority File: 51698379
- WorldCat: E39PBJbH3ddyTTqhdCGjGcKw4q